# Niccolò Tornioli

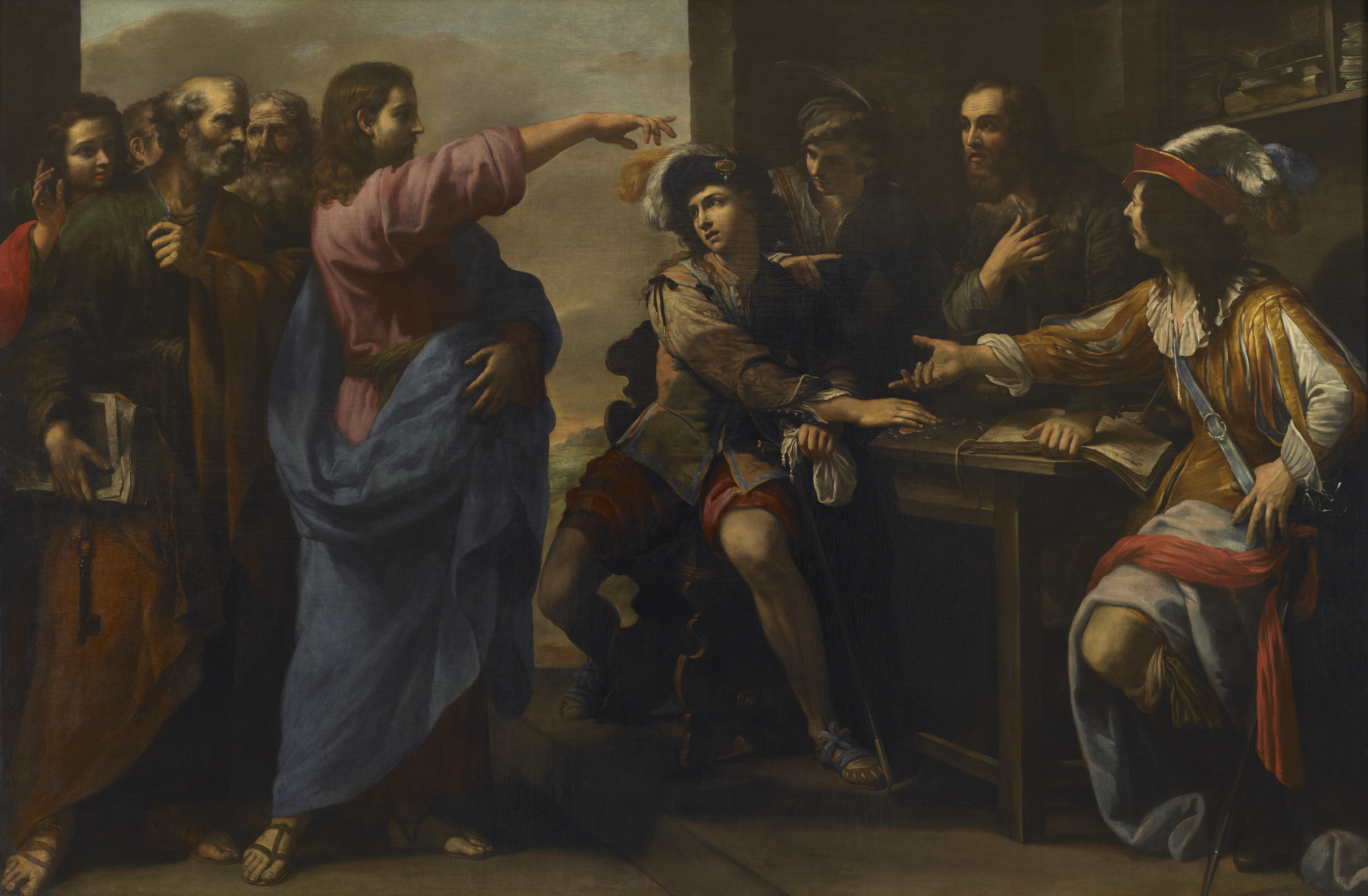
Vocación de san Mateo, óleo sobre lienzo, 217 x 329 cm, Ruan, musée des beaux-arts.

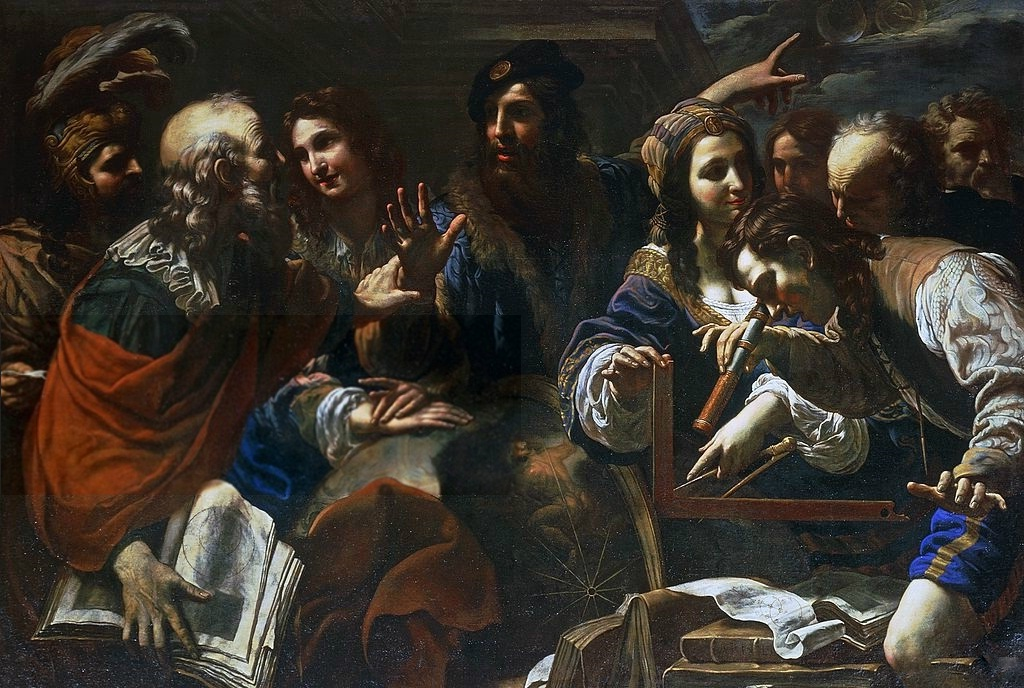
Los astrónomos, óleo sobre lienzo, 148 x 218,5 cm, Roma, Galleria Spada.

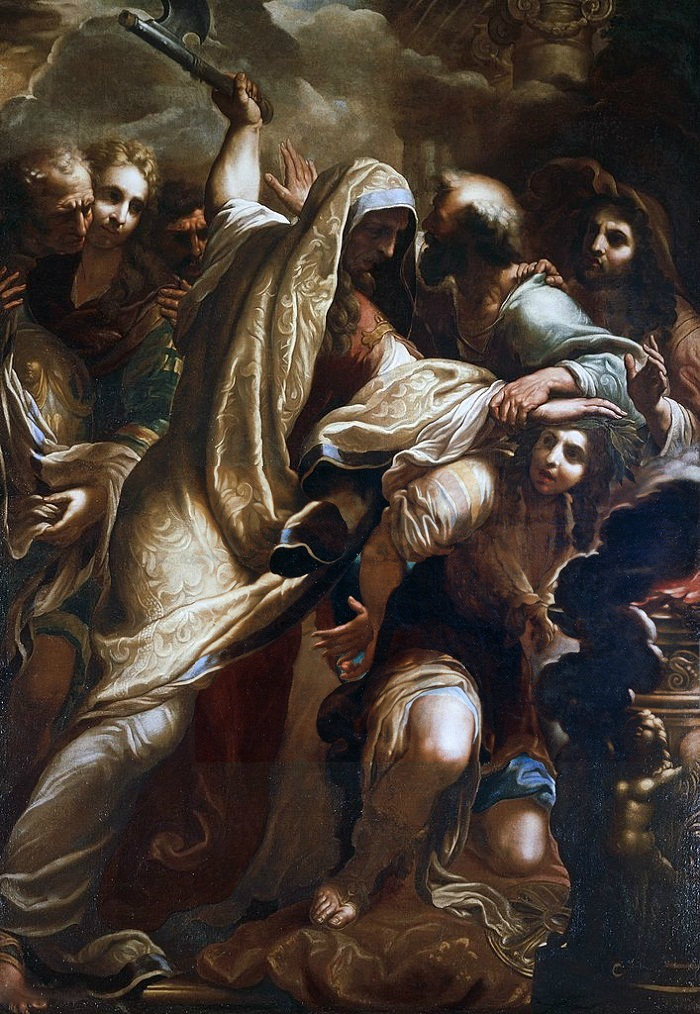
Sacrificio de Ifigenia, óleo sobre lienzo, 247,3 x 172 cm, Roma, Galleria Spada.

Niccolò Tornioli (Siena, bautizado el 16 de junio de 1598-Roma, después del 24 de marzo de 1651), pintor italiano activo durante el Barroco.

## Biografía
Comenzó su formación como pintor en su ciudad natal junto a Francesco Rustici. Sus primeras obras indican la influencia de éste en el estilo de su alumno, así como un interés en el arte de Caravaggio, que Rustici y Rutilio Manetti habían dado a conocer en Siena. Posteriormente se haría patente su conocimiento del trabajo de artistas de índole más clasicista, como Andrea Sacchi o Pier Francesco Mola. Esta mezcla de influencias le permitió crear un lenguaje formal que le acercó mucho al estilo de artistas como Mattia Preti, con quien a veces se ha confundido su obra (Los Astrónomos, 1643), aunque su manera es algo más contenida. En su fase de madurez se aprecia un acercamiento al estilo de los barrocos florentinos, como Sigismondo Coccapani y Cesare Dandini.
En 1635 se instaló en Roma, donde trabó relación con otros pintores, como Agostino Tassi, Spadarino o los escultores Francesco Mochi y Alessandro Algardi. En 1642 pasó a formar parte del servicio del cardenal Francesco Barberini, para quien realizó diversas obras. Posteriormente gozó del patronazgo de los hermanos Spada, Virgilio y el cardenal Bernardino, que le compraron varios lienzos para su residencia. Gracias a ellos obtuvo el encargo para el diseño de los mosaicos de la Capilla del Santísimo Sacramento de San Pedro del Vaticano. Estuvo trabajando en el proyecto durante 1647 y 1648, pero la muerte le impidió concluirlo.
Durante la década de 1640 Tornioli no pudo sustraerse al gran influjo que ejerció Pietro da Cortona. Durante estos años realizó sus obras de corte más típicamente barroco, como los frescos de Santa Maria in Valicella.

## Obras destacadas
- Crucifixión (1631, San Niccolò in Sasso, Siena)
- Virgen con el Niño, San José y San Agustín (c. 1632, Colección Chigi-Saracini)
- Visión de San Juan Evangelista en Patmos (1635-36, Palazzo Marino, Milán)
- San Sebastián curado por Santa Irene (1635-36, Palazzo Marino, Milán)
- Vocación de San Mateo (1635-37, Musée Beaux-Arts, Rouen)
- Expulsión de los mercaderes del Templo (Galleria Spada, Roma)
- Los Astrónomos (1643, Galleria Spada, Roma)
- Caridad romana (1643, Galleria Spada, Roma)
- Frescos de las Stanze di San Filippo (1643-51, Santa Maria in Valicella, Roma)
  - Visión de San Felipe Neri
- Jacob y el ángel (1648, San Paolo, Bolonia)
- Caín y Abel (1648, San Paolo, Bolonia)
- Sacrificio de Ifigenia (c. 1650, Galleria Spada, Roma)